# Kum Kum
Kum Kum (わんぱく大昔クムクム, Wanpaku Omukashi Kum Kum, littéralement Le malicieux Kum Kum du passé lointain) est une série télévisée d'animation japonaise en 26 épisodes de 22 minutes, créée par Rintarō et diffusée du 3 octobre 1975 au 26 mars 1976 sur Tokyo Broadcasting System.
En France, elle a été diffusée à partir du 8 juillet 1982 sur Antenne 2 dans l'émission Récré A2.

## Synopsis
Kum Kum est un petit garçon de 5 ans, fils de Bradefer, chef de la tribu des Montagnes. Ils vivent sur les hauteurs de la montagne de Feu vers la fin de l'âge de pierre. Kum Kum et ses amis (Lillibelle, Moustik et les autres) passent leurs journées en pleine nature. Ils y apprennent les petites choses simples de la vie à travers les animaux, le vent, les nuages… et les courses après de petites bestioles rouges appelées les Flamipuches.

## Fiche technique
- Réalisations : HAYASHI Shigeyuki (Pseudonyme : Rintarō), Phil Judd
- Auteur : Madoka Akitsu
- Scénario : Keisuke Fujikawa, Eichii Tachi, Isao Okishima
- Musique : Masahiro Uno
- Direction artistique : Noël Judd, Phil Heywood, All Perez
- Producteur : Phil Judd, Santo L. Bernardo, Mike Policare
- Directeur artistique :
- Producteurs exécutif : Banjiro Uemura
- Directeur exécutif : Bruce Gordon
- Société de production : Sunrise, ITC Japan
- Société de distribution : Paramount Pictures

## Voix

### Françaises
- Jackie Berger : Kum Kum
- Michel Beaune : Bradefer (père de Kum Kum)
- Monique Thierry : Flora (mère de Kum Kum)
- Marie Francey : Escarbille (Mamie Mandarine)
- Jacques Ferrière : Cléobulle
- Françoise Fleury : Citronnelle
- Pierre Garin : Fortos (un guerrier de la tribu)
- Séverine Morisot : Lilibelle (amie de Kum Kum)
- Caroline Beaune : Pomme-Pomme (Sœur de Kum Kum)
- Catherine Lafond : Moustik (ami de Kum Kum)
- Arlette Thomas : Culbuto (ami de Kum Kum)
- Denis Boileau : Roman (ami de Kum Kum)

## Épisodes
1. Le chasseur de nuage
2. L’œuf d’autruche
3. Le peuple de la mer
4. Le poisson en arc-en-ciel
5. Le retour de Roman
6. Les cendres venues du ciel
7. Le geyser
8. Le petit lapin sur la lune
9. Le collier
10. Cléobule cherche un élève
11. Azor est un lâche
12. La mouche des neiges
13. Le magicien mystérieux
14. Chef de famille
15. La défense d’éléphant
16. Adieu pour toujours
17. La disparition d’Azor
18. La chasse à l’ours
19. Le défi
20. Le monstre de la montagne
21. Les Flamipuches partent en guerre
22. Lilibelle cherche un papa
23. Quand les corbeaux attaquent
24. Les six nouveau-nés (titre V.O)
25. Le chagrin d’amour de Pomme-Pomme
26. Le mariage de Pomme-Pomme

## Autour de la série
Le réalisateur Rintarō est également connu pour Metropolis, X, Astro, le petit robot et surtout Albator, le corsaire de l'espace (1978-1979).